# Nervo vidiano

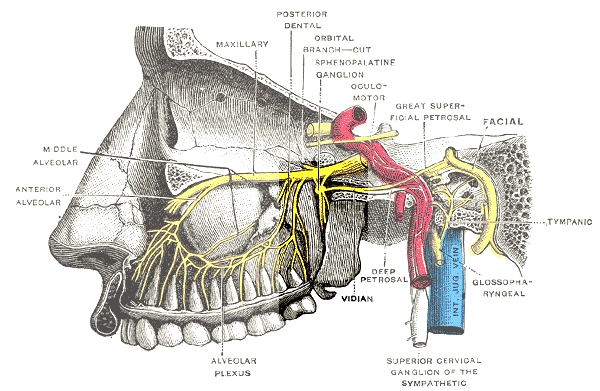
Il nervo vidiano visibile in un disegno della sezione del cranio

Il nervo vidiano, o più comunemente denominato nervo del canale pterigoideo, è formato dalla giunzione del nervo grande petroso (ramo del VII nervo cranico) e del nervo petroso profondo (ramo del plesso carotideo interno) all'interno del canale pterigoideo all'interno del forame lacero. Dall'interno del canale pterigoideo (precedentemente denominato canale vidiano) dell'osso sfenoide, entra finalmente nella fossa pterigopalatina e si unisce all'angolo posteriore del ganglio pterigopalatino. 
Il nervo trasporta una porzione di fibre parasimpatiche pre-gangliari dal nucleo lacrimo-muco-nasale e una porzione di fibre simpatiche post-gangliari dal ganglio cervicale superiore, destinate alla ghiandola lacrimale, nonché alle ghiandole e ai vasi mucosi palatali, nasali e faringei.
Questo nervo fu descritto la prima volta da un medico italiano, Guido Guidi, il cui nome latino (Vidus Vidius) gli ha dato il nome.

## Decorso
Passa in avanti attraverso il canale pterigoideo con la sua arteria omonima (arteria del canale pterigoideo) ed è unito da un piccolo ramo sfenoidale ascendente al ganglio otico. Quindi entra nella fossa pterigopalatina e unisce l'angolo posteriore del ganglio pterigo-palatino.
Il nervo petroso profondo non ha fibre parasimpatiche, provenendo dal ganglio cervicale simpatico superiore al largo del tronco simpatico. A questo punto, tutte le fibre simpatiche sono considerate simpatiche-postgangliari.

## Struttura
Il nervo vidiano è dato dalla confluenza di due branche collaterali nervose: 
- una proveniente dal ramo intrapetroso del faciale (VII) (il nervo grande petroso superficiale) trasportante fibre a carattere prevalentemente parasimpatico (per la lacrimazione)
- l'altra proveniente da una diramazione del plesso carotideo (nervo grande petroso profondo) trasportante fibre a carattere prevalentemente ortosimpatica (vasomotorie) .Il ramo del faciale non va confuso con il nervo piccolo petroso, ramo continuativo del nervo timpanico del Jacobson (collaterale del nervo glossofaringeo IX).

## Innervazione
Le fibre parasimpatiche preganglioniche del nervo petroso maggiore, dopo la sinapsi nel ganglio pterigopalatino, si distribuiranno al naso, al palato e alla ghiandola lacrimale attraverso vari nervi che lasciano la fossa pterigopalatina.
Le fibre dei centri del S.N.A. si uniranno poi al nervo zigomatico, ramo collaterale della seconda branca del trigemino V (il nervo mascellare), proseguendo in una diramazione del nervo zigomatico stesso (il nervo zigomatico temporale). 
Il nervo zigomatico temporale invierà successivamente fibre anastomotiche per il nervo lacrimale, ramo terminale della prima branca del trigemino V (il nervo oftalmico).
Il nervo lacrimale trasferirà infine alla ghiandola lacrimale le fibre vasomotorie ortosimpatiche e quelle parasimpatiche per la stimolazione della ghiandola  stessa. È chiaro dunque che l'origine delle fibre parasimpatiche e ortosimpatiche è da ricercare l'una nel nucleo muconaso-lacrimale (annesso al nervo intermedio del faciale), l'altra nel nucleo intermedio laterale (annesso all'ortosimpatico cervicale), ma il trasferimento di queste alla ghiandola lacrimale e ai vasi sanguigni è reso possibile grazie alle due branche del nervo trigemino, l'oftalmico V1 e il mascellare V2.